# 张琳芃
张琳芃（1989年5月9日—），出生于山东省济南市，回族，中国足球运动员，司职后卫，现时效力于中超球队上海海港。惯用脚是右脚。

## 职业生涯

### 早年
张琳芃小学一年级时曾练过田径。后来张琳芃爱上了足球，成了济南泰山将军（今山东鲁能泰山）的球迷，于是改而练足球。张琳芃先去了济南正利足球学校，不久受韩同江的推荐，远赴青岛，到青岛海牛足球学校求学。青岛海牛足球学校的校长李永存认为张琳芃极有天赋，主动减免了一部分费用。1999年，张琳芃又转入广东名峰。2000年，张琳芃被老帅杨礼敏相中带至上海，进入名帅徐根宝设立在崇明岛的根宝足球基地。杨礼敏后来说，在青岛时他就发现了张琳芃的潜质。据说，张琳芃在根宝基地时不爱文化课，曾顶撞老师，险些被徐根宝开除。不过张琳芃练足球的刻苦精神尤为突出，广受基地教练称赞。

### 上海东亚
2006年，以全部根宝基地球员为基础的上海东亚足球俱乐部开始参加中乙，2007年张琳芃随队获得乙级冠军。2009年曾代表以上海东亚为班底的上海全运队获得全运会男子足球甲组冠军。在根宝足校时他通常司职中前卫或者后腰。进入东亚队后,参加中乙的两年和2008年的上半段，他担任三后腰或者双后腰体系中的一员,偶尔也会客串一下边前卫。自从2008年后半阶段起在正式比赛中改打中后卫，成为球队后防线的定海神针。张琳芃同时还担任了球队的副队长。2009年入选国家队后，在国际比赛中多出任右后卫一职，表现也中规中矩。2010赛季，联赛中在后腰和中后卫位置上都有出色发挥。

### 广州恒大
2010年11月，张琳芃转会加盟中超升班马广州恒大，转会费达到1200万元。由于受到伤病困扰和球队内部激烈的竞争，张琳芃在2011赛季仅得到16次出场机会，其中8次作为首发登场。11月2日，他在该赛季中超联赛最后一轮广州恒大客场2比2战平成都谢菲联的比赛中打进职业生涯的首个中超进球，这也是广州队赛季的最后一个进球。2011赛季他也跟随广州队收获了个人的第一个中超联赛冠军。
2012赛季，张琳芃成为恒大主力右后卫。赛季中期，里皮顶替李章洙成为恒大主帅。但是张琳芃并未受到球队换帅的影响，依旧坐稳主力位置。两位主帅都很喜欢张琳芃，张与他们相处也很融洽。李章洙曾称赞张琳芃是个優秀的球员。张琳芃也曾在一次专访中表示，李章洙“虽然带我时间不长，但是很懂我”。张琳芃也是里皮的爱将，里皮不只一次将他称为“我们的拉莫斯”，还在《米兰体育报》的专栏上称他是“中超最棒的球员”。这一年张琳芃随队首次参加了亚冠联赛，最终恒大在1/4决赛中不敌伊蒂哈德，止步八强。亚冠赛场的失利并未影响到恒大在国内赛场的统治地位，中超联赛中恒大提前一轮成功卫冕，足协杯中恒大在决赛中击败了贵州人和，获得冠军。其中张琳芃在足协杯决赛第二回合中表现出色，攻入1球并奉献2个助攻，为恒大夺冠立下汗马功劳。
2015年7月20日，恒大与张琳芃正式续约，新合同期为5年，直到2020年12月31日止。同年，他協助恒大获得中超、亚冠联赛冠军。

## 国家队生涯
2008年张琳芃入选中国国青队参加了亚青赛，担任队长。2009年，他又入选新帅刘春明的中国国奥队，也担任队长。
2009年12月，张琳芃被高洪波招入中国国家足球队集训，成为当届最年轻国脚。12月30日，在对阵约旦队的比赛中张琳芃首发，第一次代表国家队出场，并且利用角球机会凌空扫射攻入一球。
2019年11月14日，在2022年卡塔尔世界杯亚洲区预选赛，中国男足於阿聯酋迪拜对阵叙利亚的比赛中，于比赛76分鐘敍利亞的卡利賓左路傳中，張琳芃情急解圍卻將皮球踢入自家龍門，帮助叙利亚在完場前十分鐘入得最关键的一球。最终，因为张琳芃的乌龙球，中国男足1:2含恨败于叙利亚，全失三分。在本场比赛失败后，国足主教练里皮表示辞去中国国家队主教练职务，决定不可撤销。
2024年3月21日，在对阵新加坡的比赛结束后，张琳芃宣布退出国家队。

## 家庭
张琳芃的父母并不富裕，父亲是铁路职工，常年在肥城工作；母亲姓马，在学校工作。2011年5月19日，张琳芃与王乔治结婚。

## 数据统计

### 俱乐部
最後更新：2013年11月15日
| 俱乐部       | 赛季         | 级别         | 联赛 | 联赛 | 足协杯 | 足协杯 | 亚冠 | 亚冠 | 其他1 | 其他1 | 总计 | 总计 |
| 俱乐部       | 赛季         | 级别         | 出场 | 进球 | 出场   | 进球   | 出场 | 进球 | 出场  | 进球  | 出场 | 进球 |
| ------------ | ------------ | ------------ | ---- | ---- | ------ | ------ | ---- | ---- | ----- | ----- | ---- | ---- |
| 上海东亚     | 2006年       | 中乙         | ?    | ?    | –      | –      | –    | –    | –     | –     | ?    | ?    |
| 上海东亚     | 2007年       | 中乙         | ?    | ?    | –      | –      | –    | –    | –     | –     | ?    | ?    |
| 上海东亚     | 2008年       | 中甲         | 19   | 0    | –      | –      | –    | –    | –     | –     | 19   | 0    |
| 上海东亚     | 2009年       | 中甲         | 24   | 1    | –      | –      | –    | –    | –     | –     | 24   | 1    |
| 上海东亚     | 2010年       | 中甲         | 22   | 1    | –      | –      | –    | –    | –     | –     | 22   | 1    |
| 上海东亚     | 总计         | 总计         | 65   | 2    | –      | –      | –    | –    | –     | –     | 65   | 2    |
| 广州恒大     | 2011年       | 中超         | 16   | 1    | 2      | 0      | –    | –    | –     | –     | 18   | 1    |
| 广州恒大     | 2012年       | 中超         | 21   | 2    | 3      | 1      | 7    | 0    | 1     | 0     | 32   | 3    |
| 广州恒大     | 2013年       | 中超         | 23   | 4    | 0      | 0      | 13   | 0    | 1     | 0     | 37   | 4    |
| 广州恒大     | 2014年       | 中超         | 27   | 1    | 0      | 0      | –    | –    | –     | –     | 27   | 1    |
| 总计         | 总计         |              | 87   | 8    | 5      | 1      | 20   | 0    | 2     | 0     | 87   | 8    |
| 职业生涯总计 | 职业生涯总计 | 职业生涯总计 | 152  | 10   | 5      | 1      | 20   | 0    | 2     | 0     | 152  | 10   |

1 包括中国足球协会超级杯

### 国家队进球
- 仅列出国际A级比赛进球

| 时间           | 地点 | 对手     | 比分 | 赛事                       | 进球(累计) |
| -------------- | ---- | -------- | ---- | -------------------------- | ---------- |
| 2009年12月30日 | 义乌 | 约旦     | 2-2  | 友谊赛                     | 1 (1)      |
| 2010年1月17日  | 河內 | 越南     | 2-1  | 亞洲盃預選賽               | 1 (2)      |
| 2010年10月8日  | 昆明 | 叙利亚   | 2-1  | 友谊赛                     | 1 (3)      |
| 2011年1月8日   | 多哈 | 科威特   | 2-0  | 2011年亚洲杯足球赛         | 1 (4)      |
| 2015年9月8日   | 沈阳 | 馬爾地夫 | 3-0  | 2018年國際足協世界盃外圍賽 | 1 (5)      |
| 2023年6月16日  | 大连 | 緬甸     | 4-0  | 友谊赛                     | 1 (6)      |

## 榮譽

### 俱乐部
上海海港
- 中国足球超级联赛冠军(1)：2023
- 中国足球乙级联赛冠军(1)：2007
- 全运会足球比赛冠军(1)：2009

广州
- 中国足球超级联赛冠军(8)： 2011, 2012, 2013, 2014, 2015, 2016, 2017, 2019
- 中国足协超级杯冠军(3)： 2012, 2016, 2017
- 中国足协杯冠军(2): 2012, 2016
- 亚足联冠军联赛冠军(2): 2013, 2015

### 国家队
中国国家队
- 东亚四强赛冠军 (1): 2010

### 个人
- 中超最佳阵容 (1): 2013